# Řekni, že je nebe
Řekni, že je nebe je studiové album Jakuba Smolíka, které vyšlo v roce 2007 jako CD.

## Seznam skladeb
1. "Léta jsem nehrál na housle"
2. "Co víc si můžem přát"
3. "Já Tě dívko dávno znám" (If Tomorrow Never Comes)
4. "Sám s dálkou"
5. "Ty jsi můj zázrak"
6. "Neříkej, že už se loučíš"
7. "Šanci mi zas dej"
8. "Ty a já"
9. "Řekni, že je nebe" (Tell Me There's A Heaven)
10. "Já nic, já muzikant"
11. "Čas zůstane v nás"
12. "Snům slíbit smíš"
13. "Rána z rána"
14. "Sníh se snáší na Blaník"